# Phalanger intercastellanus
Il cusco comune orientale (Phalanger intercastellanus Thomas, 1895) è un marsupiale arboricolo della famiglia dei Falangeridi.

## Descrizione
Il cusco comune occidentale è uno dei cuschi di minori dimensioni. Ha una lunghezza testa-corpo di 35,4-44 cm e una coda di 27,7-32,5 cm. Pesa circa 1,4-2 kg. Ha il corpo piuttosto tozzo, delle dimensioni di un grosso gatto, ed è coperto da una folta pelliccia che lascia scoperta solo la parte terminale della coda. La colorazione è variabile: gli esemplari della Nuova Guinea, sia maschi che femmine, hanno il manto grigio-rossastro. La coda è anche prensile e aiuta l'animale ad arrampicarsi sui rami degli alberi. Le femmine, diversamente da quelle del cusco comune meridionale (P. mimicus), non hanno la punta della coda bianca.

## Biologia
È attivo soprattutto di notte, come si può dedurre dai grandi occhi rotondi sistemati frontalmente. È dotato di unghie adunche e molto robuste, ma è piuttosto lento nella deambulaziuone. Il suo nutrimento principale è costituito da frutta, foglie, piccoli invertebrati, uova ed uccelli. Le femmine partoriscono generalmente un unico piccolo.

## Distribuzione e habitat
Il cusco comune orientale è presente nella Papua Nuova Guinea sud-orientale, a est della valle del fiume Markham, e in numerose isole circostanti: Sariba, Itoh, Goodenough, Fergusson, Normanby, Kiriwina, Misima, Sudest e Rossel. Fino al 2001 gli studiosi tendevano a considerare sua sottospecie anche il cusco comune meridionale (P. mimicus), del sud-ovest della Nuova Guinea e della penisola di Capo York; lo stesso cusco comune orientale è stato, per lungo tempo, considerato una sottospecie del cusco comune settentrionale (P. orientalis).